# 데자뷰 (2018년 영화)
"데자뷰"는 2018년에 개봉한 대한민국의 영화이다.

## 줄거리
신경쇠약증세로 치료중인 '지민'이 뺑소니 사건을 목격한 이후, 현실과 환상의 경계가 모호해지면서 미스터리 사건들을 겪게 되는 스릴러

## 캐스팅

### 주연
- 남규리 : 신지민 역 - 본작의 여주인공.
- 이천희 : 차인태 역 - 본작의 남주인공, 스포일러[1]. 강력계 형사.
- 이규한 : 선우진 역 - 본작의 서브 남주인공, 스포일러[2].

### 조연
- 동현배 : 김동우 역
- 정은성 : 차제이 역
- 김재범 : 정현구 역
- 최대성 : 노동구 역
- 조덕현 : 유성진 역
- 설지윤 : 우진 엄마 역

### 그 외
- 이태영 : 택시기사 역
- 문형주 : 의사 여민주 역
- 김광섭 : 건달 1 역
- 서지원 : 건달 2 역
- 김지호 : 그림자 / 우진 회사 직원 5 역
- 정우일 : UD 직원 1 역
- 구만세 : UD 직원 2 역
- 최준호 : UD 직원 3 역
- 이종혁 : UD 직원 4 역
- 남동우 : UD 직원 5 역
- 김차경 : 지민친구 예솔 역
- 노민아 : 우진 회사 경리 역
- 서정욱 : 우진 회사 직원 1 역
- 박종수 : 우진 회사 직원 2 역
- 김진홍 : 우진 회사 직원 3 역
- 양자강 : 우진 회사 직원 4 역
- 조성윤 : 우진 회사 직원 6 역
- 홍의훈 : 우진 회사 직원 7 역
- 김승주 : 여고생 승주 역
- 김민혁 : 여고생의 아버지 역
- 쿠드든이 : 유성진 여비서 1 역
- 홍지원 : 유성진 여비서 2 역
- 이새윤 : 아나운서 목소리 역
- 김솔 : 이삿짐 직원 1 / 효과 목소리 3 역
- 김찬수 : 이삿짐 직원 2 역
- 김말구 : 피해자 역
- 하성훈 : 피의자 역
- 정용철 : 포크레인기사 역
- 강소윤 : 택시 밖 여고생 역
- 김광현 : 형사 윤팀장 역
- 박인지 : 형사 1 역
- 이영진 : 효과 목소리 1 역
- 박종찬 : 효과 목소리 2 역
- 오아린 : 아파트 여아이 역
- 김연웅 : 아파트 남아이 역
- 변성빈 : 어린 최현석 역
- 이주원 : 어린 차인태 역
- 설가은 : 어린 차제이 역
- 김송이 : 간호사 역

- 전헌태 : 도윤철 역 (우정출연)
- 조한선 : 주도식 역 (특별출연) - 본작의 서브 빌런.
- 정경호 : 최현석 역 (특별출연)

## 같이 보기
- 2018년 대한민국의 영화 목록